# Platformă petrolieră marină

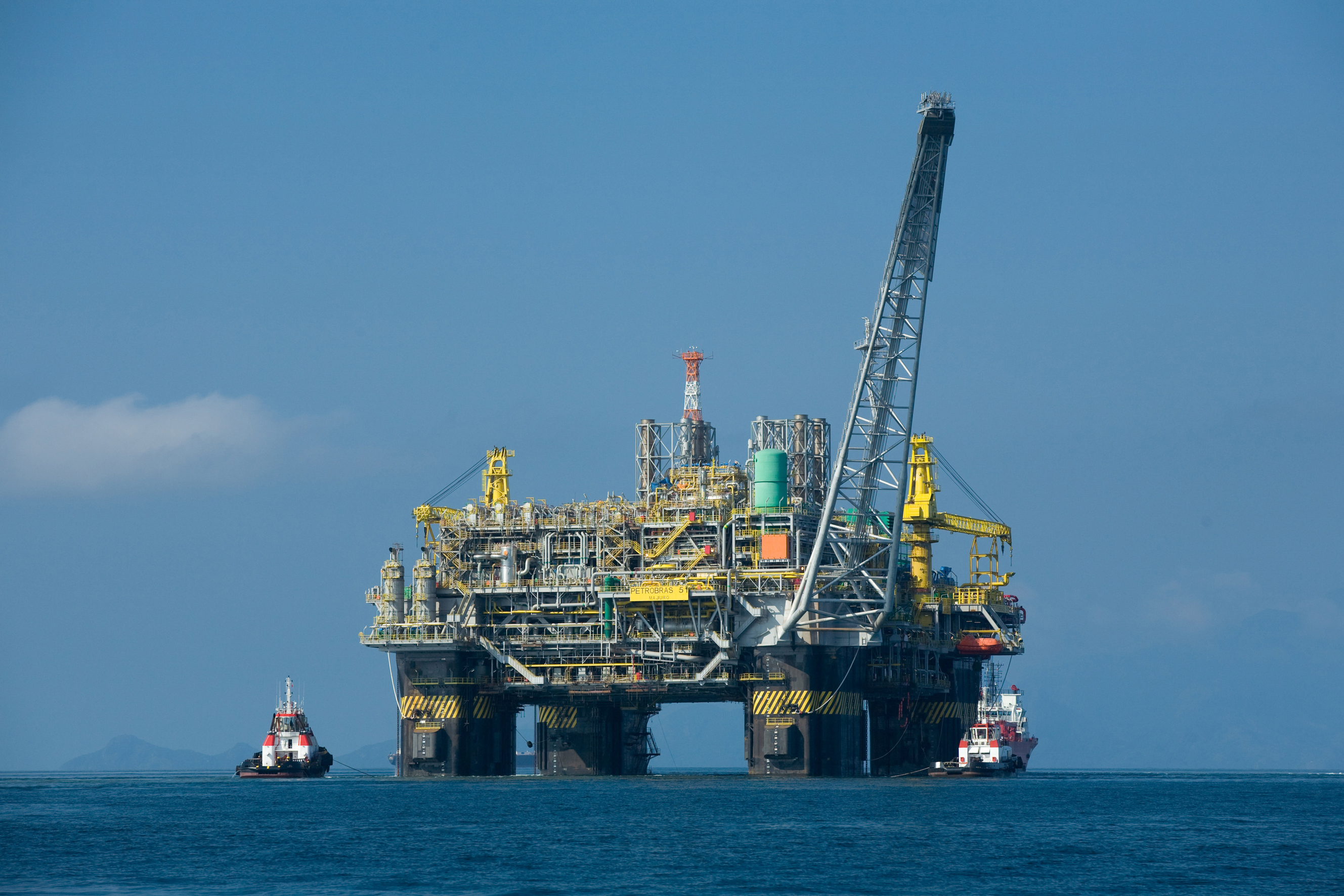
Platforma P-51 pe coasta Braziliei

Platformele petroliere marine sunt structuri metalice de mari dimensiuni pe care se pot afla diverse utilaje și instalații precum și muncitorii pentru efectuarea operațiunilor de foraj marin, extracția de petrol și gaze naturale și expedierea lor la țărm pentru procesare.
La început, puțurile de foraj marin erau situate în apele puțin adânci, apropiate de țărm. Exploatarea la mare adâncime a luat amploare după anii 1960, mai ales în Marea Nordului. Primul câmp petrolier din Marea Nordului a fost descoperit în 1969. 
După anii 1960, se dispunea de instalații și echipamente cu care se putea fora în orice condiții, realizându-se în acest scop mai multe tipuri de platforme marine fixe și mobile.

## Platforme marine fixe
Platformele marine fixe sunt montate direct pe fundul mării. Acestea pot fi utilizate atât pentru foraj, cât și pentru exploatare sau producție. 
Acest tip de platforme este deosebit de eficient în apă puțin adâncă, dar deosebit de costisitor la adâncimi mai mari. Tipurile mai mici, pentru foraj, sunt integrale (cu toate instalațiile necesare) sau asistate de o navă suport.
După terminarea forajului și punerea în producție a sondelor, platforma poate rămâne, servind pentru producție. După efectuarea forajelor de explorare, se instalează una sau mai multe platforme fixe și de pe ele se sapă o serie de sonde (până la 36 de sonde de pe o platformă). 
Platformele fixe pot fi:
- platforme marine fixe din zăbrele tubulare,
- platforme marine fixe tip turn,
- platforme marine fixe din beton de tip structură gravitațională.

### Platforme marine fixe din zăbrele tubulare

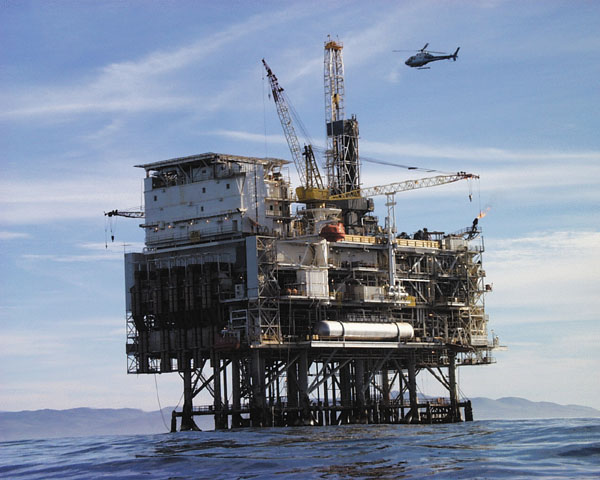
Platformă marină fixă din zăbrele tubulare

Platformele fixe sunt utilizate până la adâncimea de 100 m, dar când sunt utilizate și pentru producție, sunt amplasate până la adâncimea de 150 m.
Platformele marine fixe din zăbrele tubulare pot fi platforme cu tuburi de ghidaj (platforme plate), la care picioarele platformei servesc ca un ghidaj prin care se bat piloții în fundul apei și platforme cu manta (platforme jacket) construite din tuburi de diametru mare a picioarelor prin care se introduc piloții.
Platformele fixe din zăbrele tubulare sunt alcătuite din trei părți principale: 
- piloții cilindrici pentru ancorare,
- construcția din tuburi din oțel sudate care se ridică de la fundul mării până la o anumită înălțime deasupra nivelului apei,
- punțile platformei pe care se află instalațiile.

Piloții pentru ancorare au diametre variabile, cel mai mare fiind la linia fundului apei unde poate atinge un diametru de peste un metru. Diametrul lor determină dimensiunile picioarelor verticale sau ale mantalei. Numărul picioarelor mantalei (jacket-ului) legate între ele prin țevi orizontale și oblice (zăbrele) depinde în special de mărimea platformei și poate fi de circa 400. 
Platformele de tip jacket se construiesc pe uscat în șantiere navale și apoi sunt transportate (de obicei pe barje) și instalate la amplasament.

### Platforme marine fixe tip turn
Platformele marine fixe tip turn au fost construite pentru prima oară în anul 1963, în S.U.A., pentru a fi utilizate în condițiile climatice aspre din Alaska. 
Sunt construite cu un număr de până la 34 picioare care au un diametru exterior ce poate atinge 5 m sau chiar mai mult, cu pereți dubli. 
Ca și platformele fixe din zăbrele tubulare, platformele marine tip turn se construiesc pe uscat și sunt remorcate pe mare până la amplasament, unde sunt lăsate pe fundul apei prin inundare controlată. Prin picioarele platformei pot coborî scafandri până la fundul mării, lucrând astfel sub gheață.
Un tip de platformă marină tip turn este platforma cu un singur picior denumită platformă monopod. 
Piciorul are un diametru de circa 9 m prin care se pot săpa până la 32 de sonde. La talpa piciorului se află suprafața de sprijin alcătuită din chesoane cu întărituri din țeavă, iar la periferia ei se bat piloți de fixare.

### Platforme marine fixe din beton de tip structură gravitațională
Platformele marine fixe din beton, bazate pe greutate, prezintă o serie de avantaje: 
- rezistență mai bună la coroziune,
- rezistență mai mare la foc,
- rezistență ridicată la oboseală.

Amplasarea acestor tipuri de platforme fixe, este în funcție de adâncimea apei și caracteristicile zonei: 
- la adâncime mică (7...30 m), se instalează platforme pilot goale în interior.
- pentru foraj și producție la adâncimi mari ale apei (de peste 200 m), se folosesc platforme grele a căror stabilitate este bazată pe greutatea proprie.

Această platformă este prevazută cu 1...4 coloane care, la partea inferioară, au un cheson de formă pătrată cu mai multe compartimente etanșe, separate între ele. Aceste compartimente creează flotabilitatea necesară în timpul transportului, iar prin inundare controlată permit imersarea structurii. 
Chesonul constituie o bază suficient de mare și grea, astfel că nu mai este necesară baterea de piloți de fixare în fundul mării. 
Interiorul gol al coloanelor poate servi și drept rezervor pentru stocarea țițeiului, capacitatea unei coloane putând ajunge până la un milion de barili.

## Platforme marine mobile
Prețul de cost extrem de ridicat și timpul îndelungat necesar montării și demontării unei platforme fixe de pe care se fora, au condus la crearea de instalații mobile. Platformele marine mobile pot fi si ele de mai multe tipuri:
- platforme marine mobile autoridicătoare (autoelevatoare),
- platforme marine mobile semisubmersibile,
- platforme marine mobile submersibile.

### Platforme marine mobile autoridicătoare

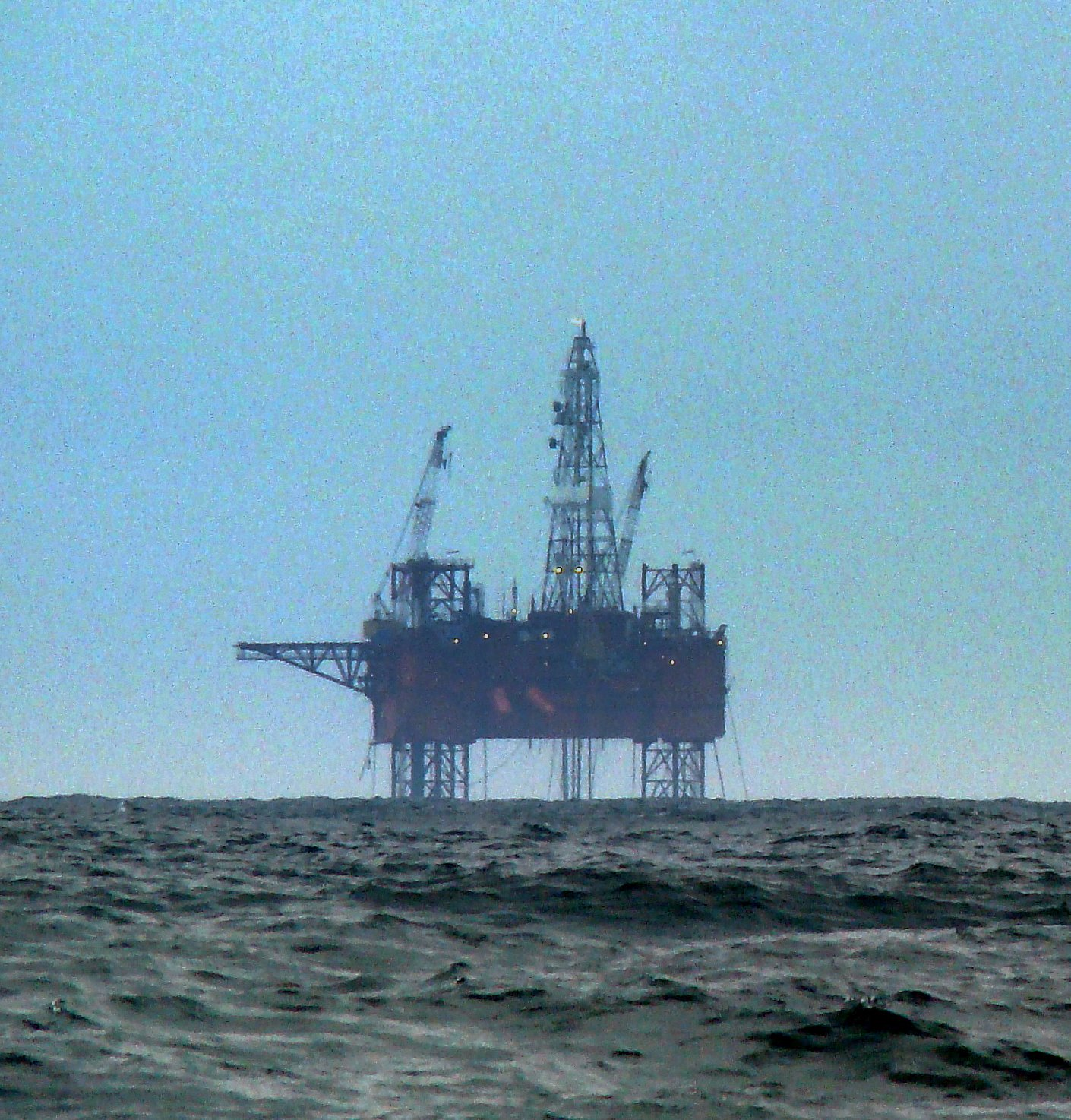
Platformă marină mobilă autoridicătoare

Utilizarea platformelor mobile autoridicătoare a fost dezvoltată prima oară în Golful Mexic. Platformele mobile autoridicătoare sunt construite dintr-un corp plutitor etanș, care servește și ca platformă și din 3...4 picioare. 
La amplasare, picioarele sunt coborâte, se sprijină pe fund și ridică platforma deasupra apei. Picioarele sunt alcătuite din grinzi cu zăbrele sau tuburi de diametre mari. 
Picioarele platformelor autoelevatoare pot fi verticale, sau ușor înclinate la platformele cu trei picioare, și se construiesc cu secțiune triunghiulară sau pătrată. 
Coborârea și ridicarea picioarelor se face mecanic sau hidraulic. Pentru acționarea mecanică se utilizează sistemul pinion-cremalieră. 
În timpul forajului, picioarele se pot înfige în fundul mării până la aproximativ 7,5 m iar pentru a se facilita degajarea, la extremitatea inferioară, picioarele sunt prevăzute cu duze pentru jeturi de apă de înaltă presiune.
Platformele marine autoridicătoare se utilizează până la adâncimi de 106 m.

### Platforme marine mobile semisubmersibile

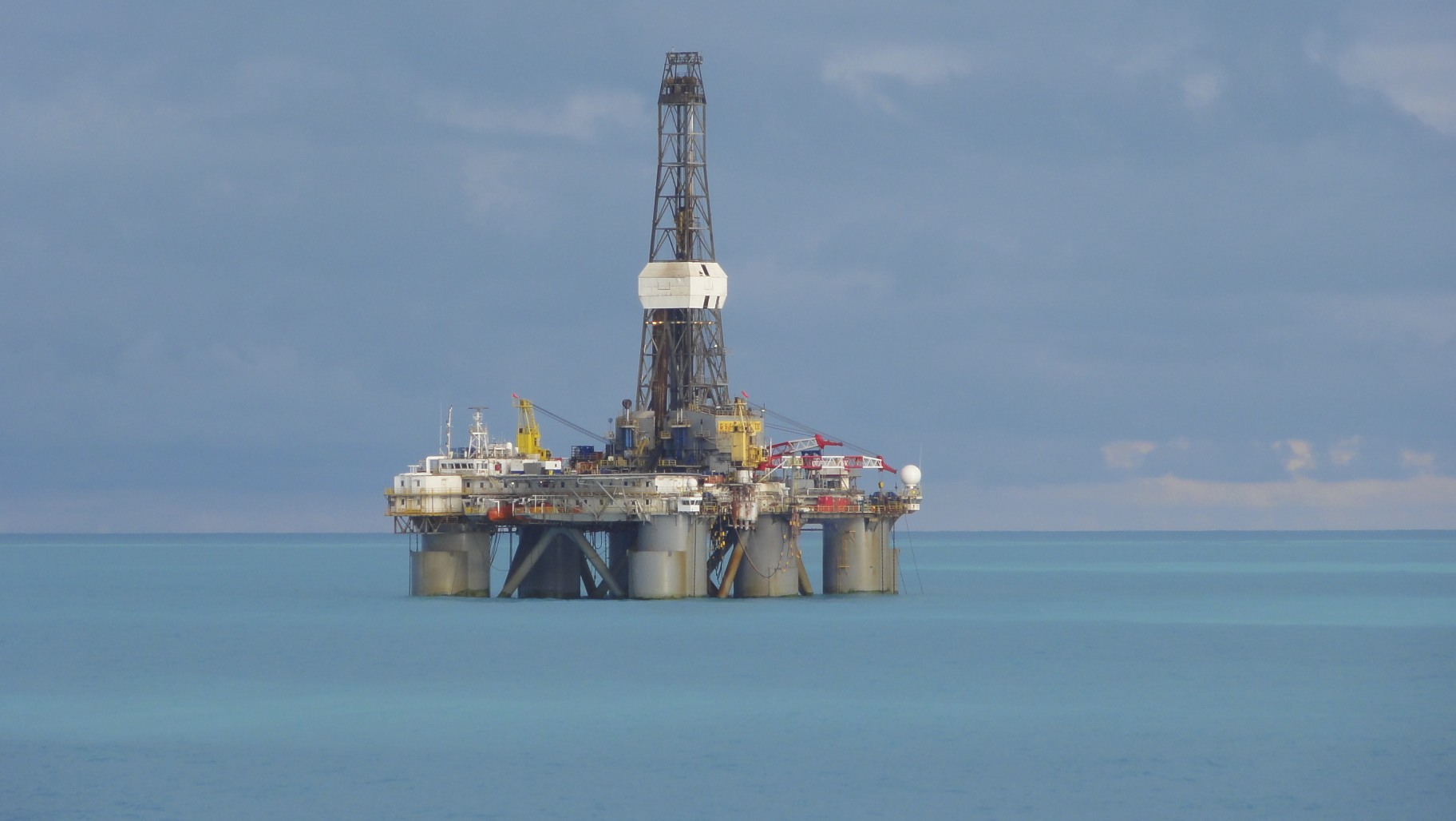
Platformă marină mobilă semisubmersibilă

Platformele marine mobile semisubmersibile se folosesc atunci când adâncimea apei la locul amplasamentului depășește 100 m. 
Aceste platforme prezintă avantajul că flotoarele se află la o anumită adâncime sub suprafața mării, unde influența valurilor este mult mai redusă oferind astfel stabilitatea necesară forajului pe mare agitată.
Platformele marine semisubmersibile pot fi amplasate prin ancorare, dacă adâncimea apei nu depășește 300 m, sau prin poziționare dinamică atunci când adâncimea apei este mai mare de 300 m. 
Platformele marine semisubmersibile prezintă dezavantajul că sunt cele mai mari, mai grele și mai scumpe unități de foraj marin mobile. 
Sunt construite din două sau patru corpuri principale de plutire orizontale compartimentate numite flotoare, aflate în permanență sub nivelul apei. În interiorul acestora sunt amplasate pompe, care permit transferarea apei dintr-un compartiment în altul, pentru menținerea echilibrului.
La amplasament, platformele semisubmersibile sunt lestate prin inundarea cu apă a unor compartimente. 
Aproape toate platformele marine semisubmersibile recent construite sunt dotate cu propulsie proprie.

### Platforme marine mobile submersibile
Construcția platformei marine mobile submersibile constă, dintr-un sistem de corpuri plutitoare legate împreună care alcătuiesc un sistem de țevi și chesoane, susținând platforma prin coloane de diametru mare. 
Așezarea pe locul de amplasare se face prin inundarea simultană și controlată a corpurilor plutitoare. 
La scoaterea platformei de pe locație, se golesc coloanele verticale de apă, până ce întreaga structură plutește.
Platformele marine submersibile sunt utilizate în prezent pe scară restrânsă, până la o adâncime a apei de maximum 25 m, numărul lor fiind foarte redus.

## Platforme marine românești
Aflându-se printre țările importante din Europa deținătoare de rezerve de petrol și gaze naturale, România a trecut și ea la detectarea și exploatarea zăcămintelor petrolifere offshore din platforma continentală a Mării Negre. Necesitatea extinderii extracției petrolului și a gazelor naturale a determinat și în România declanșarea operațiunilor de prospectare a zonei economice exclusive din Marea Neagră. 
În anul 1972 a fost elaborat un program de valorificare a resurselor platformei continentale a Mării Negre, în cadrul Institutului Român pentru Cercetări Marine din Constanța. În cadrul programului s-a studiat elaborarea de echipamente, dispozitive, instalații și utilaje specifice forajului marin, în paralel cu studierea programelor legate de scufundarea la mare adâncime.
La 9 noiembrie 1975 a fost lansată la apă de la șantierele navale din Galați, prima platformă românească de foraj marin GLORIA. Platforma a fost concepută cu utilaje și instalații realizate la Galați, București, Reșița, Timișoara, Bârlad, Câmpina, Oradea, Roman, Cluj-Napoca, Ploiești și Arad și și-a început activitatea de foraj la 16 septembrie 1976, la o distanță de 72 Mm în largul Mării Negre, la o adâncime maximă a apei de 90 m.
Au fost construite apoi și alte platforme de foraj marin: Orizont, Prometeu, Fortuna, Atlas, Jupiter și Saturn.
Prima descoperire de hidrocarburi a avut loc în anul 1980.
S-au efectuat sute de foraje, pentru ca la 7 mai 1987 ora 16:45 să fie penetrat zăcământul petrolifer marin care a fost exploatat de Petromar – Constanța.
Platforma de foraj marin GLORIA este o platformă autoridicătoare care are patru picioare cu zăbrele din material tubular.
Platformele autoridicătoare românești au fost construite la Șantierele Navale din Galați, fiind concepute și dimensionate pentru următoarele condiții de lucru: 
- adâncimea medie a apei: 90 m
- amplitudinea maximă a valurilor: 12 m
- perioada valurilor: 10 s
- viteza maximă a vântului (< 1 minut): 164 km/h
- sarcina maximă pe un picior: 2300 tf
- pătrunderea maximă a picioarelor în mâl: 6 m
- lungimea picioarelor: 121,9 m.

Aflate în posesia companiei Petrom, șase dintre cele șapte platforme au fost vândute companiei Grup Servicii Petroliere, la sfârșitul anului 2005. Petrom mai operează doar platforma Gloria.
Două dintre platforme, Orizont și Atlas, sunt situate în Golful Persic și două în Marea Neagră - Saturn, de-a lungul coastelor României și Prometeu, în apropiere de coastele Turciei.